# آنا هارفي
آنا هارفي (بالإنجليزية: Anna Harvey)‏ هي محررة موضة ‏ بريطانية، ولدت في 12 سبتمبر 1944 في جنوب أفريقيا، وتوفيت في 9 أكتوبر 2018 بسبب سرطان المبيض.